# 1992 у телебаченні
Список 1992 у телебаченні описує події у сфері телебачення, що відбулися 1992 року.

## Події

### Січень
- 1 січня
  - Зміна логотипу і графічного оформлення телеканалу «Тоніс».
  - Початок мовлення нового телеканалу «УТ-2».
  - Перехід аналогового регіонального державного телеканалу «ЛТБ» з 8 на 6 ТВК у Львові[1].
- 7 січня — Початок аналогового мовлення регіонального телеканалу «КСТ» на 3 ТВК в Конотопі[2].
- 24 січня
  - Початок мовлення нового телеканалу «ТЕТ-А-ТЕТ»[3].
  - Початок аналогового мовлення російського телеканалу «Образовательная программа» на 30 ТВК в Києві[4].
- Початок аналогового мовлення регіональної ТРК «Бест» на 26 ТВК в Білій Церкві[5].
- Припинення мовлення телеканалу «Ютар».

### Лютий
- Початок мовлення нового вінницького державного регіонального телеканалу «ВДТ»[6].

### Березень
- 2 березня — Початок мовлення нового рівненського регіонального «10 каналу»[7].
- Початок мовлення нового шостцького регіонального телеканалу «ТКС»[8].

### Травень
- 19 травня — Початок мовлення нового маріупольського регіонального телеканалу «Сігма».

### Червень
- 1 червня — Початок мовлення нового харцизького регіонального телеканалу «ТВ-Сфера»[9].
- 15 червня — Початок мовлення нового телеканалу «ICTV»[10].
- 29 червня — Початок мовлення нового телеканалу «Ютар».

### Липень
- Початок аналогового мовлення донецького регіонального телеканалу «7x7» на 7 ТВК у Києві[4].

### Серпень
- 2 серпня — Початок мовлення нового павлоградського регіонального телеканалу «ПТЦ»[11].

### Вересень
- 12 вересня — Початок мовлення нового харківського регіонального телеканалу «Simon»[12].
- 26 вересня
  - Початок мовлення нового телеканалу «УТ-3»[13].
  - Зміна логотипу і графічного оформлення телеканалу «УТ-2».
- Початок мовлення нового регіонального телеканалу «Соледарське ТБ»[14].

### Жовтень
- 1 жовтня — Початок мовлення нового харківського регіонального телеканалу «А/ТВК».
- 17 жовтня — Початок мовлення нового п'ятихатського регіонального телеканалу «Взгляд»[15].
- Початок мовлення нового костянтинівського регіонального телеканалу «Скіф»[16].

### Листопад
- 12 листопада — Початок мовлення нового регіонального «Самбірського телебачення»[17].
- Початок мовлення нового одеського регіонального телеканалу «АРТ»[18].
- Початок аналогового мовлення телеканалу «ICTV» на 39 ТВК в Кам'янці-Подільському[19].
- Відновлення аналогового мовлення павлоградського регіонального телеканалу «НПТ»[20].
- Початок мовлення нового регіонального телеканалу «Пирятин»[21].

### Грудень
- 4 грудня — Початок мовлення нової регіональної державної ТРК «Житомир».
- 12 грудня — Початок мовлення нового севастопольського регіонального військового телеканалу «Бриз».
- 19 грудня — Початок мовлення нових калуських регіональних телеканалів «За незалежність» та «КМТ»[22].
- 30 грудня — Початок мовлення нового регіонального телеканалу «ТБ Кагарлик»[23].

## Без точних дат
- Літо — Початок аналогового мовлення телеканалу «ICTV» на 23 ТВК в Івано-Франківську[24].
- Кінець року — Початок аналогового мовлення телеканалу «ICTV» на 38 ТВК у Кривому Розі[25].
- Початок мовлення нового закарпатського регіонального телеканалу «Даніо».
- Початок мовлення нового єнакієвського регіонального телеканалу «ETV»[26].
- Початок мовлення нового вінницького регіонального телеканалу «Іштар»[6].
- Початок аналогового мовлення регіонального державного телеканалу ТРК «Житомир» на 6 ТВК в Новограді-Волинському[27].
- Початок мовлення нового мелітопольського регіонального телеканалу «МТВ-плюс»[28].
- Початок мовлення нового ніжинського регіонального телеканалу «Ф-Фобос»[29].
- Початок мовлення нового криворізького регіонального телеканалу «Єва»[30].
- Початок мовлення нового уманського регіонального телеканалу «Сатурн-TV»[31].
- Початок аналогового мовлення телеканалу «УТ-1» на 38 ТВК в Шостці[32].